# David E. Campbell
David E. Campbell (* vor 1977) ist ein US-amerikanischer Tontechniker.

## Leben
Campbells trat 1977 erstmals als Tontechniker in dem Film Die Meute (The Pack) in Erscheinung. In diesem Thriller rotten sich auf einer Urlaubsinsel zurückgelassene halbverhungerte Hunde zusammen und werden zur Bedrohung für Menschen und andere Tiere. Seine letzte Arbeit lieferte Campbell 2007 für den Horrorfilm The Reaping – Die Boten der Apokalypse ab. Unter der Regie von Stephen Hopkins spielen Hilary Swank und David Morrissey die Hauptrollen. In der Filmdatenbank IMDb werden 175 Filme gelistet, an denen Campbell beteiligt war.
Im Jahr 2000 wurde Campbell zusammen mit John T. Reitz, Gregg Rudloff und David Lee für seine Arbeit an dem Science-Fiction-Film Matrix in der Kategorie „Beste Tonmischung“ ausgezeichnet.
Bereits 1991 war Campbell in der Kategorie „Bester Ton“ für seine Arbeit in der Comicverfilmung Dick Tracy zusammen mit seinen Kollegen Thomas Causey, Chris Jenkins und Doug Hemphill für den Oscar nominiert. Des Weiteren war er für seine Arbeit an folgenden Filmen für den „Besten Ton“ nominiert:

## Filmografie
- 1995 Legenden der Leidenschaft (zusammen mit Paul Massey, Chris David und Douglas Ganton)
- 2001 Der Sturm (zusammen mit John T. Reitz, Gregg Rudloff und Keith A. Wester)
- 2004 Fluch der Karibik (zusammen mit Christopher Boyes, David Parker und Lee Orloff)
- 2007 Flags of Our Fathers (zusammen mit John T. Reitz, Gregg Rudolf und Walt Martin)

## Auszeichnungen
2000: Oscar für die „Beste Tonmischung“ im Film Matrix